# Tales of Wedding Rings
Kekkon Yubiwa Monogatari (яп. 結婚指輪物語 Кэккон Юбива Моногатари) — манга мангаки под псевдонимом Мэйби, выходящая с 2014 года в журнале Gekkan Big Gangan.

## Сюжет
Сато и Химэ впервые встретились 10 лет назад, когда та вместе с дедушкой появились из ниоткуда. Сейчас они уже ученики старшей школы, Химэ стала настоящей красавицей, а Сато всё труднее признаться ей в своих чувствах. Когда же он решился на это, выяснилось, что Химэ — принцесса из другого мира, в который ей нужно вернуться. Сато решил последовать за ней, в результате чего на его плечи ложится миссия по спасению родного мира Химэ.

## Персонажи

### Главные персонажи
Харуто Сато (яп. 佐藤 春人 Сато: Харуто), он же Сато (яп. サトウ Сато:) — главный герой манги. Влюблён в Химэ с первого взгляда. Решив отправиться вслед за любимой, попал в родной мир Химэ. Носит титул Повелителя Колец (яп. 指輪王 Юбива-о:). Ему требуется найти все 5 колец, дарующих силу одной из 5 стихий, и победить Властелина Бездны (яп. 深淵王 Синэн-о:).
Химэ (яп. ヒメ Химэ), она же Химэно Нонака (яп. 野中 姫乃 Нонака Химэно), она же Кристальная Новати Ноканатика (яп. クリストル・ノバティ・ノカナティカ Куристору Нобати Ноканатика) — принцесса королевства Ноканатики, населённого людьми. Обладательница Кольца Света. Для укрытия от Властелина Бездны бежала в наш мир, где и познакомилась с Сато, стала его подругой детства и соседкой. Вернулась в свой мир, дабы обручиться с принцем империи Гисарас и дать тому титул Повелителя Колец. Однако после перехода Сато, выбрала в мужья его. Слаба к алкоголю.
Нефритис Ломка (яп. ネフリティス・ロムカ Нефуритису Ромука) — принцесса королевства Ломка, населённого эльфами. Обладательница Кольца Ветра. 52 года. Согласно завету родителей, вела затворнический образ жизни под присмотром своего старшего брата. Во время нападения слуг Властелина Бездны принимает судьбу обладательницы Кольца Ветра сопровождать Повелителя Колец в его странствии. Считает поцелуи омерзительными.
Гранат Нидакитта (яп. グラナート・ニーダキッタ Грана:то Ни:дакитта) — принцесса королевства Нидакитта, населённого котолюдьми. Обладательница Кольца Огня. 18 лет. Очень искусна в сражении на мечах, из-за чего не могла найти себе жениха (по традиции Нидакитты, на принцессу имеет право претендовать только сильнейший из котолюдей, и доказывается это с помощью боя). После битвы со слугами Властелина Бездны признала силу Сато и готова была отдать Кольцо Света, однако тот настоял на повторном поединке. Комплексует по поводу отсутствия детей, так как в её возрасте женщин-котолюдей считают уже старыми девами.
Сапфир Мааса (яп. サプフィール・マアサ Сапфи:ру Мааса) — принцесса королевства Мааса, населённого драконьим народом. Обладательница Кольца Воды. У неё есть сестра-близнец Сапфира. Они поклялись вместе решить, кому достанется Кольцо, однако Сапфир отдала его Сато, как только он с друзьями прибыл в королевство. Она не ожидает любви Повелителя Колец, но считает, что тот должен спасти Маасу от влияния империи Гисарас.
Амбер Иданокан (яп. アンバル・イダノカン Анбару Иданокан) — гиноид, собранная гномами королевства Иданокан. Обладает внешностью принцессы королевства и предназначена для обеспечения безопасности Кольца Земли, поэтому была перенесена в мир Сато. Однако, она не смогла адаптироваться в новой среде (её принимали за богов и ёкаев), поэтому скрывалась в заброшенной святыне. Обучена магии порталов. Появляется очень не вовремя, а также может испускать свет из кристаллов в глазах и на груди. Очень сильна.

### Второстепенные персонажи
Алабастер (яп. アラバスタ Арабасута) — мудрец при дворе королевства Ноканатика. Именно он перенёс Химэ вместе с собой в наш мир. Любит подшучивать над Сато и Химэ. У него прежде был роман с Сумарагди, старшей сестрой матери Нефриты.
Мармаригиас Гисарас (яп. マルマリギアス・ギサラス Марумаригиасу Гисарасу), он же Марс — второй принц империи Гисарас. Именно он должен был стать Повелителем Колец. Сопровождает Сато и всех остальных в его путешествии. Ранее был отправлен в королевство Мааса в качестве посла для переговоров, хотя на самом деле в его обязанности входил шпионаж. Там он влюбился в младшую сестру Сапфир, Сапфиру, и дал клятву вечной любви. Становление Повелителем Колец позволило бы ему быть вместе с любимой, но оставил эту мечту ради счастья Химэ.
Сумарагди Ломка (яп. スマラグディ・ロムカ Сумарагуди Ромука) — старшая сестра последней королевы Ломки, тётя Нефриты. Ранее она была наследницей Кольца Ветра. Влюбилась в тогда ещё молодого мудреца Алабастера, однако против этого были высшие чины королевства. Когда Алабастер покинул Ломку, Сумарагди, посчитав, что этому поспособствовали недоброжелатели, сама ушла из королевства, проклиная его. Тёмные чувства привели её к Тёмному Кольцу Воды, в результате чего она стала Тёмным рыцарем, напала на Ломку и попыталась уничтожить Кольца Ветра. Но этому помешали Сота и его друзья. Позже, узнав, что стариком в сопровождении Повелителя Колец оказался её возлюбленный, вновь покинула королевств, чтобы найти его. Обладает чертами яндэрэ.
Перидот Ломка (яп. ペリドート・ロムカ Пэридо:то Ромука) — первая Хранительница Кольца Ветра среди эльфов. Сейчас является старейшиной, другие обращаются к ней с уважением. Хранит ключи от библиотеки Ломки, где сокрыто множество знаний. Как спутница первого Повелителя Колец, знает правду о нём, его приключениях и его кончине. Занималась исследованием размножения других рас, также пытается понаблюдать за брачной ночью Сато и Химэ.
Морион Лавли Ноканатика (яп. モーリオン・ラブリ・ノカナティカ Мо:рион Рабури Ноканатика) — вторая принцесса королевства Ноканатика, младшая сестра Химэ. Поскольку старшая сестра большинство времени провела в мире Сато, совсем её не помнит. Обучена магии, считает Алабастера своим учителем.
Рубин Нидакитта (яп. ルビン・ニダキッタ Рубин Нидакитта) - Мастер магии огня и мать принцессы Гранат. Покинула последнюю, когда та была маленькой, чтобы изучить магию огня и стать сильнее, для победы над своим мужем и отцом Гранати. После долгих скитаний поселилась в Шпиле магов, где наконец-то обрела желаемую силу.
После прибытия Гранати, и других принцесс, в шпиль, стала обучать свою дочь магии.

## Список томов
| Номер тома | Дата выхода в Японии  | ISBN                |
| ---------- | --------------------- | ------------------- |
| 1          | 9 декабря 2014 года   | ISBN 978-4757544307 |
| 2          | 25 мая 2015 года      | ISBN 978-4757546547 |
| 3          | 25 декабря 2015 года  | ISBN 978-4757548480 |
| 4          | 25 октября 2016 года  | ISBN 978-4757551404 |
| 5          | 25 июня 2017 года     | ISBN 978-4757553927 |
| 6          | 25 февраля 2018 года  | ISBN 978-4757556386 |
| 7          | 25 сентября 2018 года | ISBN 978-4757558595 |
| 8          | 9 июля 2019 года      | ISBN 978-4757561922 |
| 9          | 25 мая 2020 года      | ISBN 978-4757566262 |
| 10         | 25 января 2021 года   | ISBN 978-4757570597 |
| 11         | 25 августа 2021 года  | ISBN 978-4757574373 |

## VR
Первая глава манги была также выпущена для VR-шлемов Oculus Rift и HTC Vive. Сэйю Сато - Такуми Сато (яп. 佐藤　巧 Сато: Такуми), сэйю Химэ - Акари Кито (яп. 鬼頭　明里 Кито Акари).

## Восприятие
Манга в 2015, 2016 и 2017 годах попадала с список самых продаваемых комиксов в Японии.
Критик сайта Actua BD назвал сюжет смешением романтики, приключений и фэнтези. Тем не менее, основные персонажи ведут себя стереотипно, словно это очередной комикс о японской школе с парнем, окружённым женским гаремом, только обстановка манги смещает курс на фантастику, рыцарей и принцесс. Произведение можно назвать этти-гаремом в прямом смысле, а поклонники данного жанра несомненно оценят мангу.